# Port lotniczy Changsha-Huanghua
Port lotniczy Changsha-Huanghua (IATA: CSX, ICAO: ZGHA) – port lotniczy obsługujący Changsha, w prowincji Hunan, w Chińskiej Republice Ludowej.

## Linie lotnicze i połączenia
| Linia Lotnicza           | Kierunek |
| ------------------------ | --- |
| 9 Air                    | 1. Haikou 2. Lanzhou 3. Rizhao 4. Xining |
| Air China                | 1. Pekin 2. Pekin-Daxing 3. Chengdu-Shuangliu 4. Chengdu-Tianfu 5. Chongqing 6. Dalian 7. Jinan 8. Tiencin |
| Air Travel               | 1. Baoshan 2. Pekin-Daxing 3. Chengdu-Tianfu 4. Harbin 5. Jinan 6. Kunming 7. Lijiang 8. Mang 9. Shenyang 10. Turfan 11. Wuxi 12. Xining 13. Yantai |
| Asiana Airlines          | 1. Seul-Inczon |
| Beijing Capital Airlines | 1. Bangkok-Suvarnabhumi 2. Pekin-Daxing 3. Changchun 4. Haikou 5. Harbin 6. Lijiang 7. Qingdao 8. Sanya 9. Shenyang |
| Cambodia Airways         | 1. Phnom Penh (od 19 grudnia 2024) |
| Chengdu Airlines         | 1. Aksu 2. Aral 3. Chengdu-Shuangliu 4. Chengdu-Tianfu 5. Dunhuang 6. Jiayuguan 7. Jinan 8. Kunming 9. Lanzhou 10. Lijiang 11. Nankin 12. Nanning 13. Sanya 14. Shenyang 15. Xi’an 16. Xishuangbanna 17. Yancheng |
| China Eastern Airlines   | 1. Changzhou 2. Dali 3. Fuzhou 4. Haikou 5. Jieyang 6. Kunming 7. Lanzhou 8. Lhasa 9. Nankin 10. Nantong 11. Ningbo 12. Sanya 13. Szanghaj-Hongqiao 14. Szanghaj-Pudong 15. Singapur 16. Wuxi 17. Xi’an 18. Yantai |
| China Express Airlines   | 1. Baotou 2. Shuozhou 3. Tiencin 4. Wuhu |
| China Southern Airlines  | 1. Baise 2. Bangkok-Suvarnabhumi 3. Pekin-Daxing 4. Changchun 5. Chengdu-Tianfu 6. Chongqing 7. Dali 8. Dalian 9. Daqing 10. Guangzhou 11. Guiyang 12. Haikou 13. Hanoi 14. Harbin 15. Heze 16. Ho Chi Minh 17. Hohhot 18. Hongkong 19. Jieyang 20. Jinan 21. Kaszgar 22. Korla 23. Kuala Lumpur 24. Kunming 25. Lanzhou 26. Lijiang 27. Makau 28. Meixian 29. Nagoja 30. Nairobi 31. Nankin 32. Nanning 33. Ningbo 34. Osaka-Kansai 35. Qingdao 36. Quanzhou 37. Sanya 38. Seul-Inczon 39. Szanghaj-Pudong 40. Shenyang 41. Shenzhen 42. Singapur (powrót od 15 stycznia 2025) 43. Tajpej-Taoyuan 44. Taiyuan 45. Tiencin 46. Tokio-Narita (powrót od 10 stycznia 2025) 47. Urumczi 48. Wenzhou 49. Xi’an 50. Xishuangbanna 51. Yinchuan 52. Zhuhai |
| China United Airlines    | 1. Ordos 2. Wenzhou |
| Chongqing Airlines       | 1. Chongqing 2. Taizhou 3. Xiamen |
| Donghai Airlines         | 1. Haikou 2. Nantong 3. Sanya |
| Fuzhou Airlines          | 1. Fuzhou |
| GX Airlines              | 1. Changzhou 2. Chongqing 3. Dalian 4. Fuyang 5. Hohhot 6. Huangshan 7. Jining 8. Linyi 9. Nanning 10. Qinhuangdao 11. Tangshan 12. Wanzhou 13. Xuzhou 14. Yulin (Kuangsi) 15. Yulin (Shaanxi) 16. Zhoushan |
| Hainan Airlines          | 1. Pekin 2. Chongqing 3. Dalian 4. Fuzhou 5. Haikou 6. Hangzhou 7. Hohhot 8. Jinan 9. Kunming 10. Lanzhou 11. Londyn-Heathrow 12. Ningbo 13. Qingdao 14. Sanya 15. Szanghaj-Pudong 16. Shenyang 17. Taiyuan 18. Tiencin 19. Urumczi 20. Xiamen |
| Hebei Airlines           | 1. Pekin-Daxing 2. Shenyang |
| Himalaya Airlines        | 1. Katmandu (zawieszone) |
| Hunnu Air                | 1. Ułan Bator-Chöszig |
| IFly                     | Sezonowe czartery: 1. Moskwa-Wnukowo |
| Joy Air                  | 1. Beihai 2. Harbin 3. Quanzhou 4. Taiyuan 5. Xi’an 6. Yantai |
| Juneyao Airlines         | 1. Chengdu-Tianfu 2. Chifeng 3. Huizhou 4. Lijiang 5. Osaka-Kansai 6. Qingdao 7. Szanghaj-Hongqiao 8. Szanghaj-Pudong 9. Wenzhou 10. Wuxi |
| Korean Air               | 1. Seul-Inczon |
| Kunming Airlines         | 1. Kunming 2. Linyi 3. Mang 4. Shenyang 5. Taiyuan 6. Tengchong 7. Xishuangbanna 8. Yangzhou 9. Yuncheng 10. Zunyi |
| Lanmei Airlines          | 1. Siĕm Réab Czartery: 1. Kompong Som |
| Lao Airlines             | 1. Luang Prabang 2. Wientian |
| Lion Air                 | Czartery: 1. Manado |
| LJ Air                   | 1. Changzhou 2. Harbin 3. Yangzhou |
| Loong Air                | 1. Changchun 2. Hangzhou 3. Xining 4. Yinchuan |
| Okay Airways             | 1. Bangkok-Don Muang 2. Chengdu-Shuangliu 3. Chongqing 4. Dalian 5. Đà Nẵng 6. Ganzhou 7. Harbin 8. Huizhou 9. Jeju 10. Jieyang 11. Kalibo 12. Kunming 13. Nankin 14. Nha Trang 15. Osaka-Kansai 16. Phuket 17. Qingdao 18. Shenyang 19. Taiyuan 20. Tiencin 21. Urumczi 22. Xiamen 23. Xi’an 24. Yinchuan 25. Zhanjiang |
| Pacific Airlines         | Czartery: 1. Nha Trang |
| Qingdao Airlines         | 1. Dalian 2. Hulun Buir 3. Hohhot 4. Hotan 5. Kaszgar 6. Lanzhou 7. Qingdao 8. Quanzhou 9. Weifang 10. Xishuangbanna 11. Yanji |
| Ruili Airlines           | 1. Datong 2. Shenyang |
| Scoot                    | 1. Singapur |
| Shandong Airlines        | 1. Haikou 2. Jinan 3. Qingdao 4. Xiamen |
| Shanghai Airlines        | 1. Kunming 2. Szanghaj-Hongqiao 3. Szanghaj-Pudong 4. Wenzhou 5. Wuzhou |
| Shenzhen Airlines        | 1. Shenyang 2. Yantai |
| Sichuan Airlines         | 1. Chengdu-Shuangliu 2. Chengdu-Tianfu 3. Chongqing 4. Fuzhou 5. Harbin 6. Kunming 7. Longyan 8. Sanya 9. Wenzhou 10. Xiamen 11. Yancheng 12. Yibin |
| Spring Airlines          | 1. Jieyang 2. Lanzhou 3. Szanghaj-Pudong 4. Xishuangbanna |
| Sriwijaya Air            | Czartery: 1. Denpasar |
| Suparna Airlines         | 1. Szanghaj-Pudong |
| Thai AirAsia             | 1. Bangkok-Don Muang |
| Thai Lion Air            | 1. Bangkok-Don Muang |
| Thai VietJet Air         | 1. Bangkok-Suvarnabhumi |
| Tianjin Airlines         | 1. Chongqing 2. Haikou 3. Kunming 4. Linfen 5. Tiencin 6. Urumczi 7. Xiamen |
| Tibet Airlines           | 1. Chengdu-Shuangliu 2. Lhasa 3. Lijiang 4. Mianyang |
| Urumqi Air               | 1. Lanzhou 2. Urumczi 3. Zhanjiang |
| VietJet Air              | 1. Nha Trang |
| West Air                 | 1. Jinan 2. Ningbo 3. Quanzhou 4. Wientian |
| Xiamen Air               | 1. Pekin-Daxing 2. Changchun 3. Chongqing 4. Dalian 5. Fuzhou 6. Hangzhou 7. Harbin 8. Hohhot 9. Huai’an 10. Jinan 11. Lanzhou 12. Lianyungang 13. Lijiang 14. Luzhou 15. Mianyang 16. Nanchong 17. Nankin 18. Nantong 19. Qingdao 20. Quanzhou 21. Sanya 22. Shenyang 23. Tajpej-Taoyuan 24. Tiencin 25. Urumczi 26. Xiamen 27. Xi’an 28. Yangzhou 29. Yinchuan 30. Yuncheng |